# Mohamed Farès (Leichtathlet)
Mohamed Farès (arabisch محمد سليم فارس, DMG Muḥammad Salīm Fāris; * 6. Februar 1991) ist ein marokkanischer Leichtathlet, der sich auf den Langstreckenlauf spezialisiert hat.

## Sportliche Laufbahn
Erste internationale Erfahrungen sammelte Mohamed Farès im Jahr 2022, als er bei den Mittelmeerspielen in Oran in 13:36,85 min auf Anhieb die Silbermedaille im 5000-Meter-Lauf hinter seinem Landsmann Soufiane Bouqantar gewann. Im August gewann er dann bei den Islamic Solidarity Games in Konya in 13:54,02 min die Silbermedaille hinter dem Bahrainer Birhanu Balew.
In den Jahren 2021 und 2022 wurde Farès marokkanischer Meister im 5000-Meter-Lauf.

## Persönliche Bestleistungen
- 3000 Meter: 7:39,62 min, 28. Juni 2021 in Rabat
  - 3000 Meter (Halle): 7:50,85 min, 2. März 2022 in Madrid
- 5000 Meter: 13:17,94 min, 11. Juni 2022 in Carquefou